# Ари (Италия)
А́ри (итал. Ari) — коммуна в Италии, располагается в регионе Абруццо, в провинции Кьети.
Население коммуны составляет, на 01.01.2023 года, 1071 человек, плотность населения ─ 94,02 чел./км². Занимает площадь 11,39 км². Почтовый индекс — 66010. Телефонный код — 0871.
Покровителем коммуны почитается святой Иоанн Креститель, празднование 29 августа.

## Демография
Динамика населения:

## Администрация коммуны
Главой коммуны является мэр Марчелло Салерно с 27 мая 2019 года.
Муниципалитет входит в движение «Соглашение мэров».